# Vladimír Turner
Vladimír Turner (* 26. března 1986 Praha) je český multidisciplinární umělec oscilující mezi filmem a výtvarným uměním.

## Život a dílo
V letech 2005 až 2009 studoval na bakalářském programu na pražské FAMU. Magisterský program studoval v ateliéru Intermediální konfrontace Jiřího Davida na UMPRUM (v letech 2010 až 2013). V roce 2011 byl na stáži v ateliéru Supermédií Federica Díaze. V roce 2020 získal na pražské AVU doktorát.V letech 2017/ 2018 vedl ateliér hostujícího pedagoga na katedře CAS FAMU.
Jeho zájmové oblasti se dají rozdělit na tři: dokumentární film stojící na straně aktivismu, umění ve veřejném prostoru, které zahrnuje techniky performance, objektovou instalaci a intervenci a tvorba videí, v nichž se mísí záznam fyzické akce s abstrahovanými formami animace či video postprodukce. Jeho tvorba je do jisté míry ovlivněna vlastní autorskou historií, jejíž počátky sahají ke streetartu a graffiti.
Mezi lety 2013 až 2019 byl občasným přispěvatelem webu A2larm.
V roce 2008 získal první cenu na FAMUfestu za střih svého snímku O mediální realitě. Za snímek obdržel cenu také na festivalu Zlatý voči 2009. Jeho filmy byly zařazeny na program řady filmových festivalů.
V roce 2023 spolu s dalšími reprezentoval Českou republiku na Bienále Architektury v Benátkách. Je jediným českým umělcem uvedeným v knize Art & Protest nakladatelství Gestalten.

## Vybrané výstavy
Výběr z výstav:
Samostatné:
- 2022: Eskapistův deník, Galerie Provoz, Ostrava
- 2022: Wise Monkeys, Bludný kámen, Opava
- 2020: Paměť města (s Apolenou Rychlíkovou), Artwall, Praha
- 2016: Koukání Do Zdi (s Jakub Vrba), Berlínskej Model, Praha
- 2014-2015: Parcel ProLuka outdoor gallery, Praha
- 2014: Cool District Prague Berlínskej Model, Praha
- 2014: Cool District Het Wilde Weten, Rotterdam
- 2013: Public Jokes (s Mathieu Tremblin), Drážďany
- 2012: Armagedon byl včera, dnes máme problém Vitrína Deniska, Olomouc

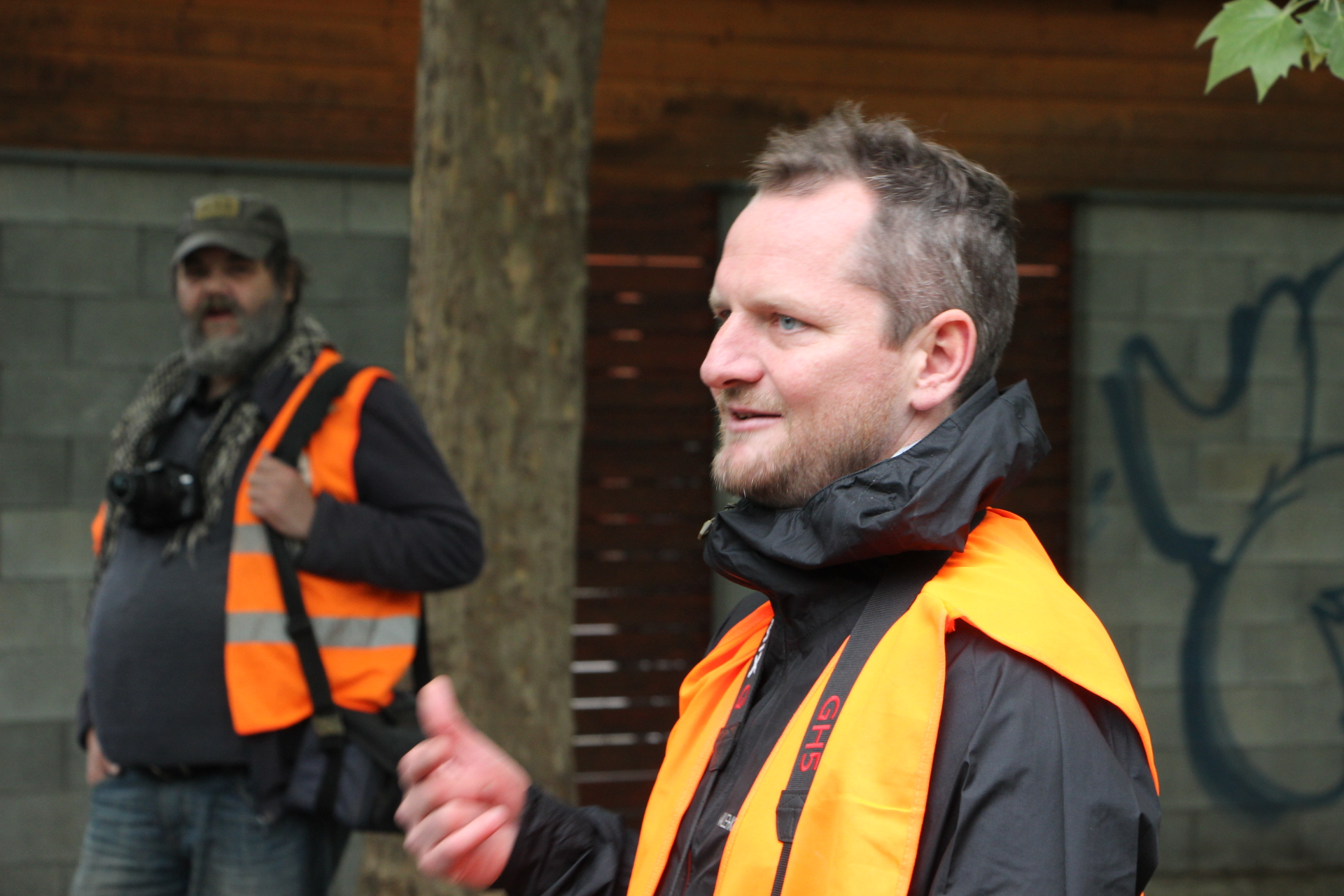
Vladimír Turner na site specific akci v Olomouci

- Vladimír Turner na site specific akci v Olomouci2012: Artmasna Fenester Gallery, Praha
- 2012: Saver T V-Gallery, FAMU, Praha
- 2010: Baldessari vs Turner Gallery 207, Praha

Společné:
- 2025: Podklady pro uvažování, Galerie Hraničář, Ústí nad Labem
- 2024: Ars Quanta – Umění měření, Galerie NTK, Praha
- 2024: Úhel pohledu: Identita, DOX, Praha
- 2023: La Biennale di Venezia di Architettura Venice
- 2023: Herakleitův princip / Sto let uhlí v českém umění, Galerie moderního umění v Roudnici nad Labem
- 2023: CLI-FI 2050, Kasárna Karlín, Praha
- 2023: Vítání jara, Galerie OFF/FORMAT, Brno
- 2022: Festival m³ / Umění v prostoru: Mezi meziprostory, Studio Bubec, Praha
- 2019: Stará bydliště, Dům pánů z Kunštátu (DUB), Brno
- 2019: Kukačka 8 / Život je jinde, Festival Kukačka, Ostrava
- 2019: Dreamland 2 – vernisáž venkovních instalací, Long Island Libeň / Dreamland, Praha
- 2017: Recyklace ideologií, Galerie Emila Filly, Ústí nad Labem
- 2017: Poločas rozpadu, Kampus Hybernská, Praha
- 2010: HRA NA NÁHODU/ A GAME OF CHANCE, Galerie Emila Filly, Ústí nad Labem

## Filmografie (výběr)
Ve svých dílech se zabývá následujícími tématy: mechanismus spotřeba-produkce, lživost marketingových strategií, těžba neobnovitelných zdrojů, devastace krajiny, masový turismus, gentrifikace, bezdomovectví, nehumánní metody politických systémů.
- 2024: Veřejně prospěšné práce
- 2023: Propojme se včera
- 2020: Guestlist
- 2020: 14,4V17.11.
- Vladimír Turner na uvedení filmu Veřejně prospěšné práce2020: Vesmírná loď bláznů
- 2020: Modern times

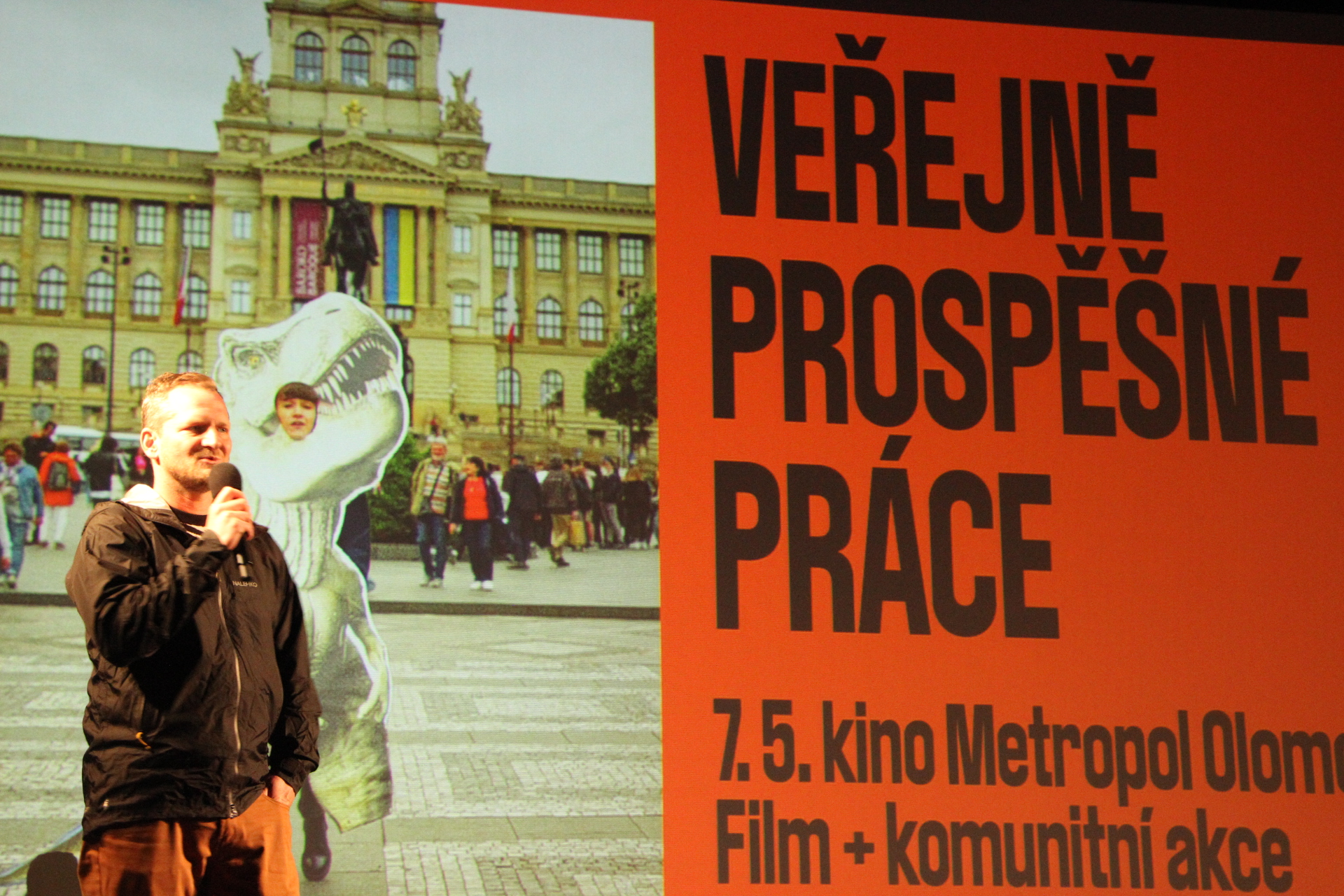
Vladimír Turner na uvedení filmu Veřejně prospěšné práce

- 2019: Až budu velká, chci být naživu
- 2019: Dead Man
- 2018: Za uhelnou oponou
- 2018: Skejty pro Barmu
- 2017: Czech Tek
- 2016: Funeral
- 2015: Terra Nullius
- 2014: White & Black Film
- 2013: Vzpomínky na budoucnost— Obsaď a žij!
- 2010: Manuál na výrobu teroristy
- 2010: FLOW
- 2010: Grolou, A Portrait
- 2009: UFF
- 2008: O mediální realitě
- 2006: Brát, muchlat, mačkat
- 2006: Solaris